# Karl Theodor von Wrede

Karl Theodor Fürst von Wrede

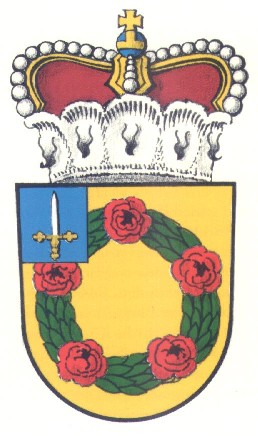
Wappen der Fürsten von Wrede

Werbeplakat der Fürstlich Wredeschen Gutsverwaltung, für Mondseer Käse, um 1900

Karl Theodor Fürst von Wrede (* 8. Januar 1797 in Heidelberg; † 10. Dezember 1871 in Linz) war ein bayerischer Staatsbeamter, Regierungspräsident der Rheinpfalz und Ehrenbürger von Speyer.

## Biografie
Er wurde geboren als Sohn des pfalz-bayerischen Offiziers und späteren Feldmarschalls Carl Philipp von Wrede, dem Begründer des Hauses Wrede, sowie dessen Gattin Sophie Aloysia Agathe Gräfin von Wiser-Siegelsbach (1771–1837), Tochter des Grafen Friedrich Joseph von Wiser-Siegelsbach (1714–1775).
Karl Theodor von Wrede studierte Rechtswissenschaften an den Universitäten von Würzburg und Landshut. 1819 trat er bei der Regierung des Regenkreises zu Regensburg in den bayerischen Staatsdienst ein. 1820 wurde er Regierungsrat, ab 1829 amtierte er in gleicher Stellung in Ansbach.
Nach den Unruhen infolge des Hambacher Festes von 1832 rückte sein Vater als militärischer Oberbefehlshaber in den bayerischen Rheinkreis ein. Carl Albert Leopold von Stengel wurde dort neuer Regierungspräsident, Karl Theodor von Wrede, ab 31. Dezember 1832, sein Regierungsdirektor. Stengel wechselte 1837 als bayerischer Gesandter nach Bern und Wrede folgte ihm ab 21. November des Jahres als pfälzischer Regierungspräsident in Speyer nach.
1838 starb der Vater, Feldmarschall Carl Philipp von Wrede. In der Folge suchte Karl Theodor von Wrede um seine Entlassung aus dem Staatsdienst nach, da er sich nun um die Familiengüter kümmern wollte. Mit Datum vom 16. April 1841 erfolgte die gewünschte Ruhestandsversetzung; die Stadt Speyer ernannte den scheidenden Regierungspräsidenten zum Ehrenbürger, insbesondere da er als „Wohltäter der Armen“ bekannt war. Als Fürst hatte er einen erblichen Sitz in der Kammer der Bayerischen Reichsräte. Sein jüngerer Bruder Eugen von Wrede (1806–1845), wurde Amtsnachfolger als pfälzischer Regierungspräsident.
Wrede hatte vom Vater auch die Herrschaft Mondsee im Salzkammergut geerbt, wo er sich nun überwiegend aufhielt. Heute ist in Mondsee, neben der Basilika, der Karlsgarten nach ihm benannt. Zudem ließ er u. a. die Ruine Schloss Hüttenstein im Stil der englischen Tudor-Gotik neu erbauen. Das dortige Schloss Mondsee befand sich noch bis 1985 im Besitz von Wredes Nachkommen aus der Grafenfamilie Almeida, nachdem 1905 die letzte dort ansässige Namensträgerin, Fürstin Ignatia von Wrede, gestorben war. Im eigenen Gutsbetrieb erzeugten und vertrieben sie in Monopolstellung den Mondseer Käse, eine Spezialität der Gegend.

## Familienverhältnisse
Seit 26. Februar 1824 war Karl Theodor von Wrede vermählt mit Amalie von Thürheim (1801–1841), der Tochter des bayerischen Außenministers Friedrich Karl von Thürheim. Nach ihrem Tode heiratete er 1844 Amalie Loew (1811–1879) aus Speyer. Aus beiden Ehen gingen Kinder hervor.
Wrede starb 1871 und hinterließ seine zweite Frau Amalie geb. Loew als Witwe. Sie war die Tochter des geadelten pfälzischen Regierungsrates Johannes Loew (1771–1833), eine Enkelin von Johann Jacob Loew (1731–83), Leibarzt des Speyerer Bischofs August von Limburg-Stirum, die Cousine der Sopranistin Maria Theresia Löw und Tante 2. Grades der Opernsängerin Lilli Lehmann.
Der bayerische Generalmajor Wilhelm von Horn (1784–1847), begraben auf dem Alten Friedhof Speyer war ein Cousin Wredes.